# Kalwa (jezioro)
Kalwa (Kalwa Wielka, Kalba, Kalba Wielka, niem. Grosser Calben See) – jezioro w Polsce położone w województwie warmińsko-mazurskim, w powiecie szczycieńskim, w gminie Pasym.

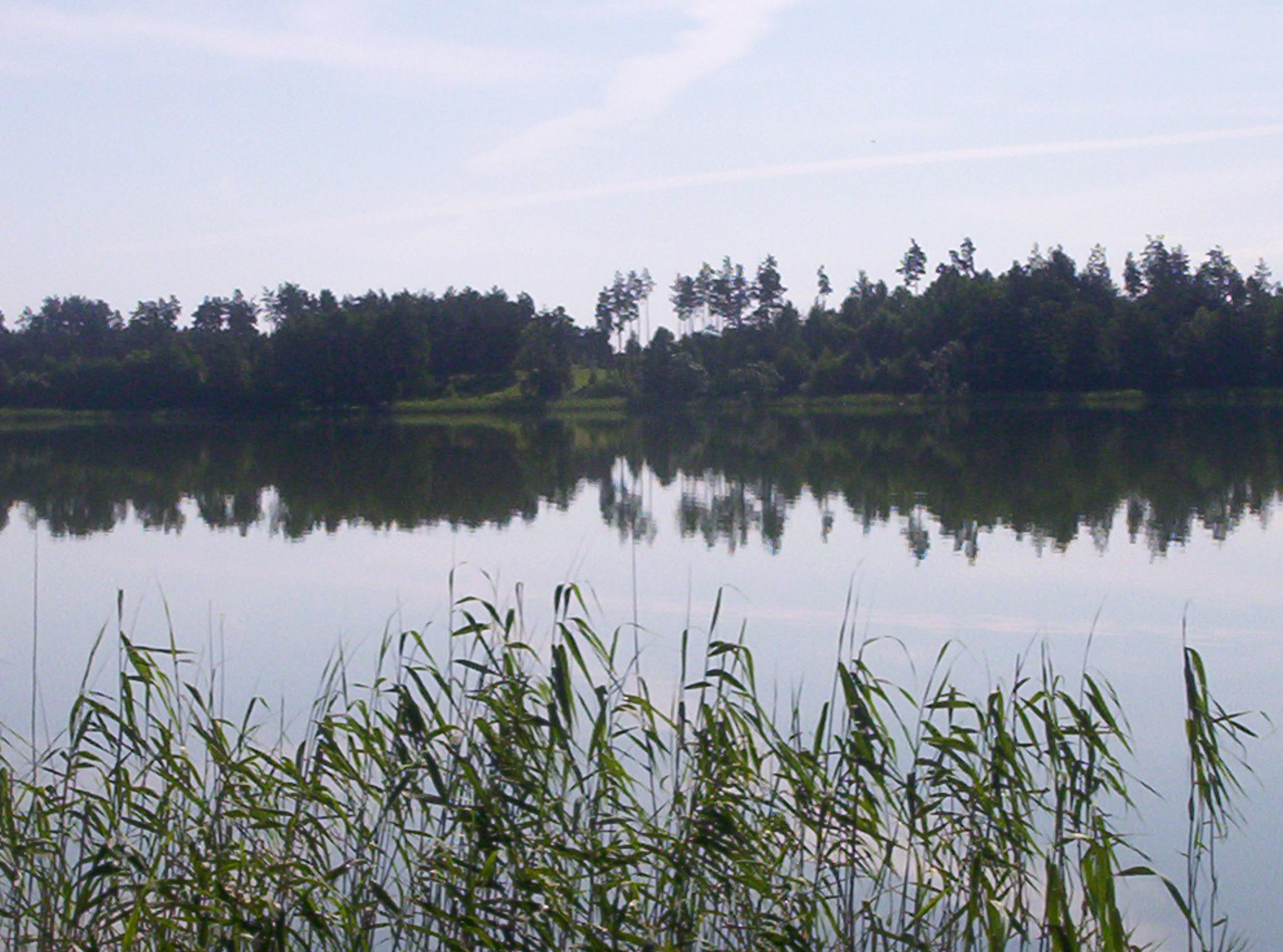
Widok z brzegu na jezioro Kalwa – okolice wsi Miłuki

## Opis i położenie
Powierzchnia jeziora wynosi 562,2 ha, jego długość 6,05 km, a szerokość 1,5 km. Średnia głębokość to 7 m, maksymalna natomiast 31,7 m. Kalwa ma kształt podkowy o nierównych ramionach, między którymi położony jest półwysep Gaj. Na jego końcu, 0,1 metra powyżej poziomu Kalwy Wielkiej, znajduje się jezioro Kalwa Mała. U wejścia do zachodniej odnogi mieści się Wyspa Szpitalna. Linia brzegowa urozmaicona jest wieloma małymi zatokami i półwyspami, a na jeziorze znajduje się 8 wysp o powierzchni 6,4 ha. Brzegi Kalwy są na przemian wysokie i strome, a czasem płaskie i podmokłe. Długość linii brzegowej wynosi 36,15 km. Przy południu zachodniej odnogi zabudowania miejscowości Tylkowo i Pasym PKP, a przy południowo-wschodniej Pasym. Kalwa jest jeziorem otwartym. Wypływa z niego Struga do jeziora Kośno, gdzie współtworzy rzekę Kośna. Do Kalwy wpływa z kolei struga z jeziora Kiepunek (a wcześniej z Leleskiego) i struga z jeziora Kalwa Mała. Kalwa jest połączona z jeziorem Kalepka.
Jezioro przylega do drogi krajowej nr 53 między Szczytnem a Olsztynem i tędy najłatwiej dojechać. Do pozostałych brzegów można dojechać drogami, w większości utwardzonymi, z Pasymia i Tylkowa.

## Wędkarstwo
Kalwa to jezioro leszczowe, występuje tu głównie leszcz, lin, szczupak, płoć, okoń, a także węgorz. Częste zaciągi mocno zubożyły faunę jeziora.

## Turystyka
Okolice bardzo atrakcyjne turystycznie, stan czystości wody nadający się do kąpieli. W 1997 stwierdzano III klasę czystości. Niektóre źródła podają informacje o istotnym zanieczyszczeniu jeziora, które uległo zmniejszeniu po uruchomieniu oczyszczalni ścieków w Pasymiu. Istnieje możliwość wpłynięcia kajakiem poprzez Kiepunek na Leleskie. Przy wysokich wodach możliwe także przepłynięcie Strugą do jeziora Kośno i dalej szlakiem rzeki Kośna.